# هارون فاينستاين
هارون فاينستاين (بالإستونية: Aaron Feinstein)‏ هو لاعب شطرنج إستوني، (و. العقد 1880  م).